# Myōtsū-ji

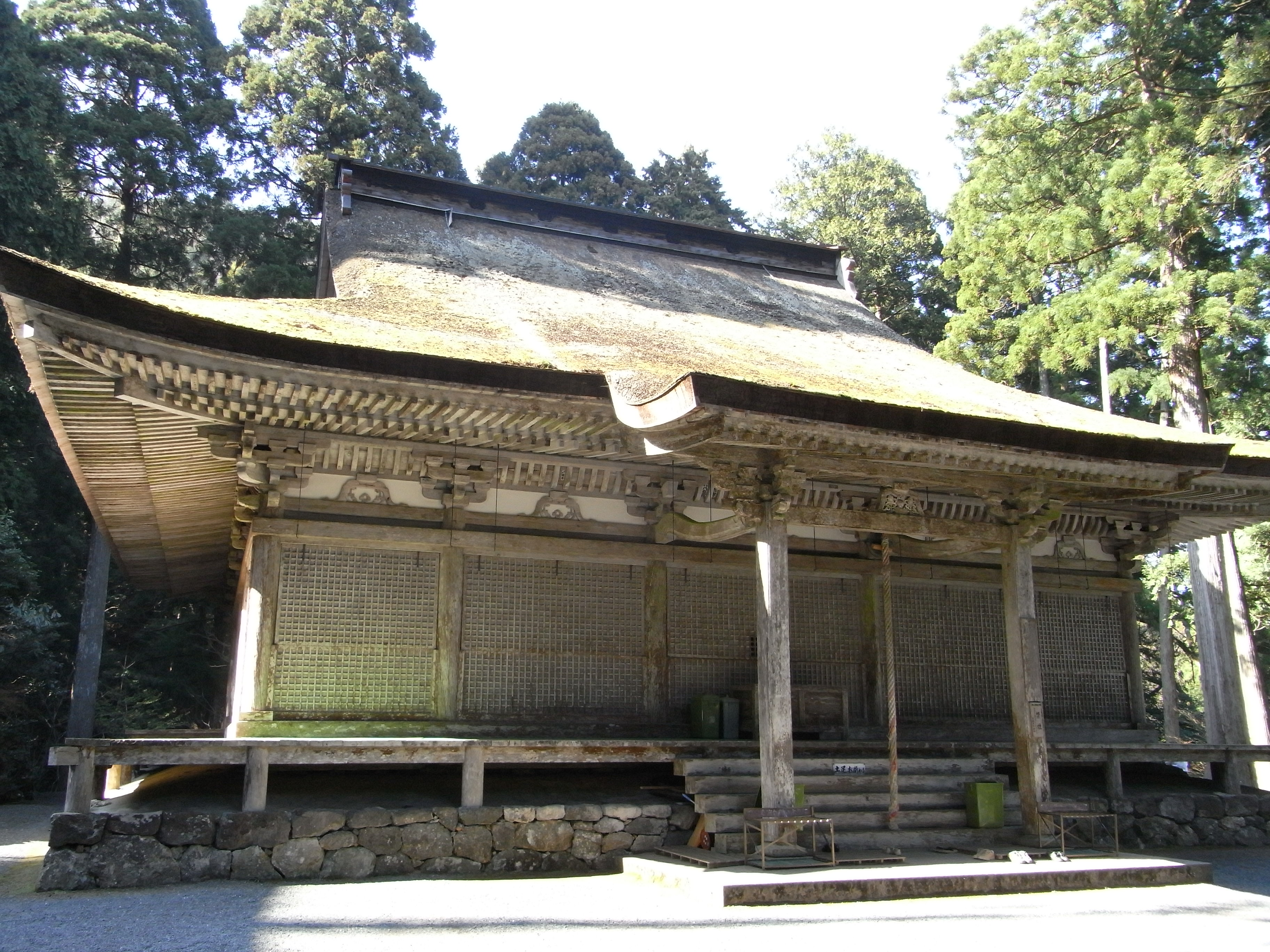
Haupthalle

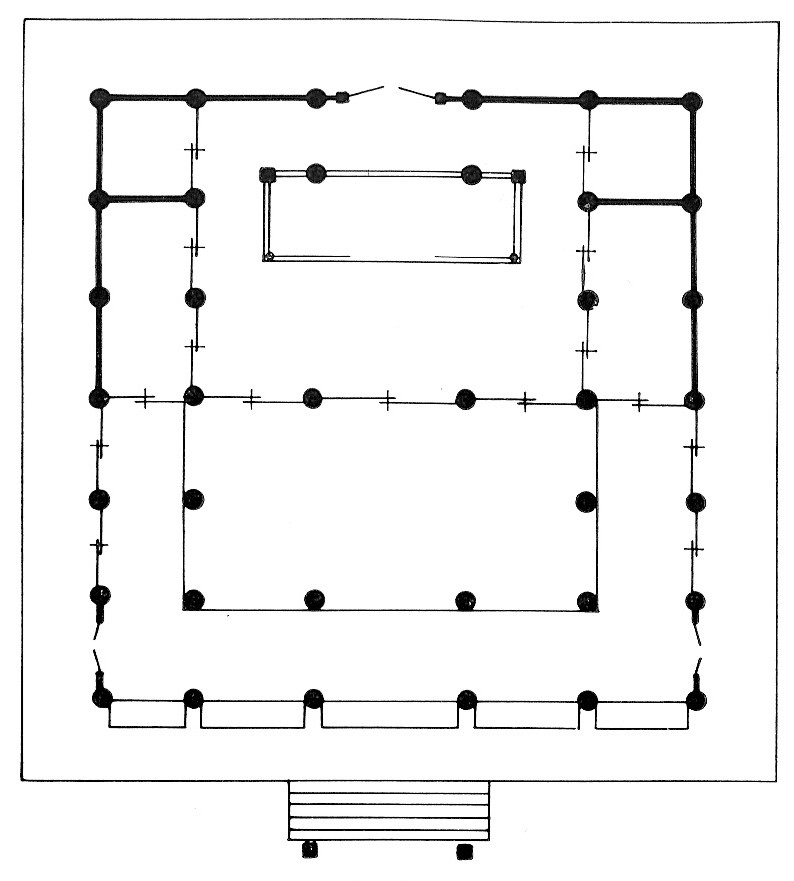
Plan der Haupthalle

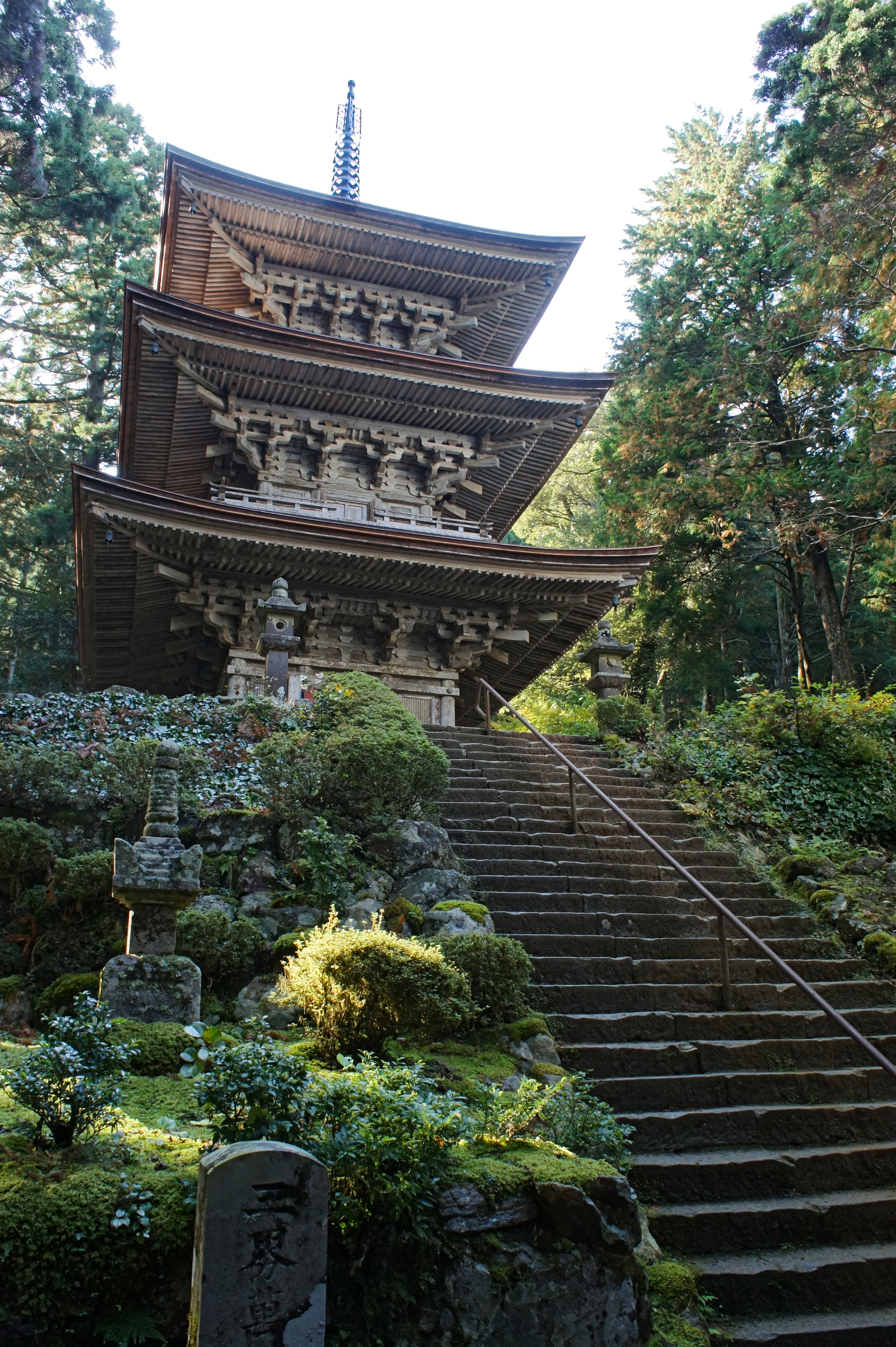
Pagode

Der Myōtsū-ji (japanisch 明通寺) ist ein Tempel des Omuro-Zweiges (御室派) der Shingon-Richtung des Buddhismus in den Bergen am Rande der Stadt Obama in der Präfektur Fukui.

## Geschichte
Es ist überliefert, dass der Tempel im Jahr 802 von dem Militärbeauftragten am Hofe, Sakanoue no Tamuramaro (坂上 田村麻呂; 758–811), errichtet worden ist.

## Die Anlage
Die Haupthalle (Hondō), auch Yakushi-dō (薬師堂) genannt, hat einen Grundriss von 14,09 m × 14,82 m (Breite × Tiefe) und ist Nationalschatz. Sie stammt aus dem Jahr 1258, wie aus einem Bericht von 1265 hervorgeht. Die Haupthalle hat ein Walmdach mit einem ausgeprägten Dachbalken und ist mit Zypressenrinden-Schindeln (檜皮葺, Hiwada-buki) gedeckt. Sie ist im reinen „japanischen Stil“ ausgeführt.
Im Hintergrund erhebt sich auf einer Anhöhe eine dreistöckige Pagode (三重塔, Sanjū-no-tō). Auch sie ist als Nationalschatz registriert. Sie wurde 1270 mit einer Gesamthöhe von 22,13 m errichtet und ist ebenfalls mit Zypressenrinden-Schindeln gedeckt.
Die Haupthalle wurde 1923 und die Pagode 1958 auseinandergenommen und, wo notwendig, repariert.
Der Tempel soll in alten Zeiten von 25 Klausen umgeben gewesen sein.

## Schätze des Tempels
Verehrt werden im Tempel Yakushi-nyorai, der heilige Kōzanze-myōō (降三世明王), der himmlische General Jinja (深沙大将) und der heilige Fudō-myōō. Sie stammen aus der frühen Heian-Zeit und sind alle als Wichtiges Kulturgut Japans registriert. Die ersten drei Figuren sind aus einem Stück Eiche gefertigt. – Weiter besitzt der Tempel eine Sammlung von 170 mittelalterlichen Büchern, darunter das Nyohō kyō ryōsoku kishin fuda (如法経料足寄進札) aus dem Jahr 1309.
Wenn man den Weg im Tempel entlanggeht, passiert man den Gedächtnisstein für Mizuhara Shūōshi und den in der Tempelvorstadt geborenen Dichter Yamamoto Kazuo (山本 和夫; 1907–1996).